# Midden-West-Vlaamse Heuvelrug
De Midden-West-Vlaamse Heuvelrug, ook wel Rug van Westrozebeke, is een heuvelrug in het centrum en het zuiden van de Belgische provincie West-Vlaanderen. De rug strekt zich uit van Esen, nabij Diksmuide tot Zillebeke nabij Ieper, als uitloper van het West-Vlaams Heuvelland. De heuvelrug vormt de waterscheidingslijn tussen het stroomgebied van de IJzer en dat van de Leie. Het was in vroegere tijden ook een belangrijke bestuurlijke scheidingslijn, zelfs de grenslijn tussen de gebieden van de Oud-Belgische stammen Morinen en Menapiërs. De heuvelrug heeft een hoogte van 40 tot 60 meter, terwijl het omliggende landschap op een hoogte van ongeveer 20 meter boven zeeniveau ligt. 
De streek wordt gekenmerkt door vergezichten en relatief kleine kerndorpen. Tijdens de Eerste Wereldoorlog lag het gebied aan het front van de Ieperboog, en veel dorpjes werden zwaar beschadigd of verwoest.

## Dorpen en gemeenten
De rug begint in het noorden nabij Esen. Vervolgens buigt hij zuidoostwaarts, langs Klerken en Houthulst, en buigt in Staden af naar het zuiden. Via Westrozebeke en Passendale verbreedt de rug vervolgens verder naar het zuiden. In Zonnebeke buigt de brede rug terug af naar het zuidwesten. Op enkele uitlopers liggen de dorpjes Beselare, Geluveld en Zandvoorde. Ten zuiden van Zillebeke gaat de heuvelrug ten slotte over in de West-Vlaamse Heuvels in de gemeente Heuvelland